# Кригер, Эдино
Эдино Кригер (порт. Edino Krieger; 17 марта 1928, Бру́ски, штат Санта-Катарина — 6 декабря 2022, Рио-де-Жанейро) — бразильский композитор.

## Биография
Родился в семье Альдо Кригера (1903—1972), основателя первого джаз-банда в штате Санта-Катарина, а затем первой консерватории в городе Бруски (1953). С семилетнего возраста учился игре на скрипке у своего отца, с 1942 г. продолжил образование в консерватории Рио-де-Жанейро под руководством Ханса Иоахима Кёльройтера. В 1945 г. примкнул к группе композиторов-авангардистов Música Viva (с порт. — «Живая музыка») и привлёк к себе первое внимание благодаря трио для гобоя, кларнета и фагота «Музыка 1945 года» (порт. Música 1945). В 1948 г. выиграл по конкурсу возможность совершенствоваться как композитор в летней школе Беркширского музыкального центра, где его наставниками были Аарон Копленд и Дариус Мийо; затем в течение года занимался в Джульярдской школе в классе композиции Питера Меннина, учился также игре на скрипке у Уильяма Новински.
По возвращении в Бразилию в 1950—1952 гг. работал музыкальным критиком в газете Tribuna da Imprensa, одновременно работал на радиостанции Радио MEC, дойдя до должности музыкального руководителя. В 1952 г. занимался в мастер-классе Эрнста Кшенека в Терезополисе, в 1955 г. в течение года продолжал изучение композиции в Королевской академии музыки в Лондоне у Леннокса Беркли. В конце 1950-х гг. работал над формированием из сессионных музыкантов, игравших для Rádio MEC, постоянного оркестрового коллектива, специализирующегося на исполнении современной бразильской музыки, и в 1961 г. стал первым руководителем Национального симфонического оркестра. В 1969 и 1970 гг. провёл два Музыкальных фестиваля Гуанабары (порт. Festival de Música da Guanabara), из которых затем родилась Биеннале современной бразильской музыки, руководимая Кригером до 1997 г. С 1979 г. возглавлял Фонд театров Рио-де-Жанейро, в 1981—1989 гг. — консерваторию Национального фонда искусств, затем в 1989—1990 гг. весь Национальный фонд искусств. В 1998—2005 гг. президент Бразильской академии музыки, в 2003—2006 гг. президент фонда Музея изображения и звука в Рио-де-Жанейро.
Сын — автор и исполнитель популярной музыки Эду Кригер.

## Творчество
В ранние годы Кригер отдал дань и импрессионизму, и неоклассицизму, и регионализму — с последним связаны также некоторые наиболее известные сочинения Кригера, прежде всего, Природная песнь (лат. Canticum Naturale; 1972) для сопрано с оркестром, представляющая собой звуковую панораму джунглей Амазонии. Ряд произведений Кригера приурочен к различным торжественным поводам: так, Te deum Puerorum Brasiliae (1997) для трёх хоров, духовых и ударных написан к визиту Иоанна Павла II в Бразилию, а Terra Brasilis для оркестра (2000) — в ознаменование 500-летия открытия Бразилии.